# Agrotis endogaea
Agrotis endogaea is een vlinder uit de familie uilen (Noctuidae). De wetenschappelijke naam is voor het eerst geldig gepubliceerd in 1834 door Boisduval.
De soort komt voor in Europa.